# Policoro
Policoro este o comună din provincia Matera, regiunea Basilicata, Italia, cu o populație de 17.832 locuitori (1 ianuarie 2023) și o suprafață de 67,66 km².

## Demografie
Policoro - evoluția demografică

|  | Graficele sunt indisponibile din cauza unor probleme tehnice. Mai multe informații se găsesc la Phabricator și la wiki-ul MediaWiki. |

Date: Recensăminte sau birourile de statistică - grafică realizată de Wikipedia